# Penisa atricincta
Penisa atricincta är en fjärilsart som beskrevs av George Francis Hampson 1907. Penisa atricincta ingår i släktet Penisa och familjen nattflyn. Inga underarter finns listade i Catalogue of Life.